# Wuer Kaixi
Dans ce nom chinois, le nom de famille précède le nom personnel.
Wu'er Kaixi (né le 17 février 1968) était l'un des leaders étudiants des manifestations de la place Tian'anmen en 1989. Membre de l'ethnie ouïghoure, il est né à Pékin mais est mentionné comme natif de Yili, dans la région autonome du Xinjiang. Étudiant à l'université normale de Pékin et gréviste de la faim pendant les évènements de la place Tian'anmen, il acquiert sa notoriété en interpelant le Premier ministre chinois Li Peng à la télévision nationale. Il réside désormais à Taïwan.

## Manifestations et négociations
Wu'er Kaixi arrive sur la place Tian'anmen, à Pékin, fin avril 1989, après avoir fondé son association indépendante d'étudiants à l'Université normale de Pékin. Il émerge rapidement comme étant l'un des meilleurs orateurs des leaders étudiants face à la foule toujours plus nombreuse. Selon Eddie Cheng, lors de la réunion hâtive pour la création de la Fédération autonome des étudiants de Pékin, Zhou Yongjun de l'université de droit et de sciences politiques a défait de justesse Wu'er Kaixi pour devenir son premier président.
Au cours d'une rencontre avec le Premier ministre Li Peng en mai 1989, il interpelle ce dernier devant les caméras de la télévision nationale en l'interrompant par ces mots : « Je comprends que c'est assez difficile de vous interrompre, Monsieur le Premier Ministre, mais il y a des personnes assises ici sur la place, et qui ont faim, pendant que nous échangeons ici des civilités. Nous sommes juste là pour discuter de problèmes concrets, Monsieur. » Après que Li Peng a repris la parole pour lui reprocher son impolitesse, Wuer Kaixi l'interrompt à nouveau : « Monsieur, vous prétendez être arrivé ici en retard [à cause des bouchons]... nous demandons à vous rencontrer depuis le 22 avril. Vous n'êtes pas juste en retard, vous êtes arrivés trop tard. Mais c'est bien. C'est bien que vous ayez pu venir ici tout de même... »,.

## Après 1989
Après les manifestations, Wu'er Kaixi est exfiltré de Chine avec l'opération Yellow Bird et part pour la France. Le journaliste Francis Deron signale qu'une quinzaine d'opposants, parmi les plus en vue, étaient présents à Paris lors du 14 juillet 1989 dont Wuer Kaixi et deux conseillers de Zhao Ziyang à savoir Su Shaozhi et Yan Jiaqi. Puis il part étudier à l'université Harvard, aux États-Unis. Il échoue dans l'obtention d'un diplôme de cette université. Ensuite, il immigre à Taïwan, où il fonde une famille. Il y anime un talk show sur une radio locale de 1998 à 2001.
Il apparaît également fréquemment à la télévision en tant que commentateur politique. Il défend la démocratie croissante sur l'île et la société civile. Mais il critique également largement le parti au pouvoir. Il est également connu pour être un partisan de la réunification, qui défend l'idée d'« une Chine sous la démocratie ».
Il a écrit de nombreux articles en chinois et en anglais publiés dans d'importants médias, tels que le Wall Street Journals, the Guardian, et Far Eastern Economic Review. Son essai China Mocks the Spirits of Olympic (La Chine se moque de l'esprit olympique) a remporté le prix spécial du Mérite aux Human Rights Press Awards.
Il a été PDG d'une entreprise d'informations sur internet, vice-manager général d'une société de divertissement sur internet, directeur général d'une start-up sur internet, et cofondateur d'une entreprise de logiciel de gestion de contenus multimédia. Depuis 2006, il est employé par un fonds d'investissement international pour diriger les opérations de ce dernier dans la zone Asie Pacifique.
Vingt ans après les évènements, il demeure la seconde personne la plus recherchée en Chine continentale pour son rôle à Tian'anmen. Le 3 juin 2009, il passe à Macao en transit pour se rendre en Chine continentale dans l'intention de se rendre et d'affronter la justice. Les autorités de Macao refusent de l'arrêter et il est renvoyé à Taïwan.
En 2009, le président taïwanais Ma Ying-jeou loue les progrès en Chine concernant les droits de l'homme dans son discours sur le 20e anniversaire de l'incident de Tian'anmen. Wu'er Kaixi critique le commentaire de Ma, prétextant qu'il ne comprend pas de quel progrès Ma parle.
Le 4 juin 2010, il est arrêté par la police japonaise à Tokyo, alors qu'il essaie de s'introduire dans l'ambassade de Chine. Il est relâché deux jours plus tard sans être inquiété.
En novembre 2010, lors du sommet d'Hiroshima au Japon, qui réunit le dalaï-lama et cinq autres lauréats du Nobel de la paix, Wu'er Kaixi représente Liu Xiaobo, emprisonné en Chine, dont il appelle la libération. Il a par ailleurs déclaré que « les militants en faveur de la démocratie et les avocats défenseurs des droits de l'homme continuent d'être harcelés et emprisonnés en Chine, au moment où nous sommes réunis à Hiroshima ».
Le 5 avril 2012, avec Wang Dan, Hu Ping, Wang Juntao (en), Wu Renhua et Xiang Xiaoji, 5 autres anciens de Tiananmen vivant en exil aux États-Unis ou à Taïwan, Wuer Kaixi lance un appel publié par l’organisation Human Rights in China, demandant à Pékin de mettre fin à l'ancienne pratique interdisant à ses opposants de rentrer au pays,.

## Distinction
- Prix Reebok des droits de l'homme en 1989